# Оски
Оските (на латински: Osci; Opsci; на старогръцки: Ὀπικοί Opikoi) са староиталийски индоевропейски народ, населявал главно Кампания. Те са родствени със самнитите и под влиянието на гръцката култура. Говорят оскийски език.
През 500 пр.н.е. те са подчинени от етруските, по-късно от самнитите и след това от римляните.